# Battlestars: Return of Convoy
Battlestars: Retorno de Convoy es la penúltima parte de la película japonesa Transformers. Este filme trata sobre el renacimiento de Convoy (Optimus Prime en occidente) como Star Convoy. Junto a sus aliados de Cybertrons, y su combate contra Super Megatrón y el misterioso Dark Nova.

## Historia
Battlestars comienza cuando Convoy es revivido por Dark Nova después de su muerte en la serie Headmasters conocido como False Convoy. Él es derrotado en una batalla contra los Cybertrons y gracias al poderoso elemento espacial, conocido como el Zodiac, reviven al legendario comandante general de los Cybertrons, y se transforma en Star Convoy. Después se reúne con Hot Rodimus (Hot Rod fuera de Japón) como su socio Micromaster. Galvatrón, que fue enterrado en el Ártico por los Headmasters Autobots, es transformado en Super Megatrón por Dark Nova y procede a la batalla con Star Convoy y los otros Cybertrons, incluidos Grandus, Skygarry y Sixliner.
Después de derrotar inicialmente a los Cybertrons, Super Megatrón es destruido por ellos posteriormente. Entonces Dark Nova lo reconstruye en Ultra Megatrón pero a pesar de ser aún más poderoso que antes, Ultra Megatrón es nuevamente derrotado por Star Convoy y los Cybertrons, pero antes de morir, se fusiona con Dark Nova para convertirse en Giant Star, pero Star Convoy y los Cybertrons se enfrentan a él y así lo derrotan definitivamente salvando al universo.